# كشط (طب)
تشير كلمة التوسيع إلى توسيع عنق الرحم أما الكحت فهو إجراء جراحى يقوم فيه الجراح بإزالة جزء من بطانة الرحم و\ أو محتويات الرحم سواء عن طريق الكشط أو الشفط. ويعتبر التوسيع والكحت إجراء تشخيصي لبعض أمراض الرحم وكذلك يستخدم في علاج حالات أخرى منها الإجهاض في الثلاث شهور الأولى من الحمل.
و يستخدم مصطلح التوسيع والكحت عادة في وصف أي إجراء يستخدم فيه المكحت وهي اله جراحيه حاده تستخدم في كحت وازالة محتويات الرحم. وتستخدم بعض المراجع الطبية مصطلح التوسيع والكحت في وصف أي إجراء ينطوى على توسيع عنق الرحم وإزالة محتويات الرحم أيا كانت طريقة الأزالة والتي عادة ما تتم باستخدام الشفاط اليدوي أو الكهربي.

## دواعي إجراء العملية
يستخدم التوسيع والكحت في تشخيص وعلاج العديد من أمراض النساء مثل عدم انتظام الطمث (الدورة الشهرية) أيا كانت صورته (زيادة الدم المفقود أثناء الدورة، قلة الدم، أو زيادة عدد الدورات عن المعتاد).
و كذلك يستخدم الكحت في ازلة الزيادات في بطانه الرحم والتي تنتج عن بعض الأمراض مثل تكيس المبايض الذي يسبب اضطرابات هرمونيه تؤدى إلى زيادة نمو بطانة الرحم.أيضا يستخدم الكحت في ازالة أسباب النزيف المهبلي الأخرى مثل الإجهاض الخفى أو المفقود (عدم نزول الجنين بالرغم من وفاته داخل الرحم)، وأيضا نزيف ما بعد الولادة والذي يسببه عدم نزول المشيمة أو جزء منها بعد الولادة. وقد يستخدم الكحت في إجراء حالات الأجهاض العلاجى.و يعد التوسيع والكحت العلاج القياسى لحالات الإجهاض المفقود في العديد من البلاد بالرغم من وجود العديد من البدائل التي تحتوى على خطوره اقل.
و مع هذا إلا أن استخدام الكحت في حالات الأجهاض تقلص كثيرا حيث أن الكحت يتطلب ان تكون المريضة تحت التخدير الكلى ويعرضها للعديد من المخاطر وكذلك يوجد العديد من البدائل التي تأتى بنتائج جيده وتحمل خطورة اقل. وتوصى منظمة الصحة العالمية بعدم اللجوء للكحت في علاج حالات الإجهاض الا في حالة عدم وجود البديل وتشير الإحصائيات إلى أن استخدام الكحت في الولايات المتحدة في الإجهاض تقلص من 23.4% عام 1972 إلى 2.4% عام 2002. ويستخدم الكحت حاليا للعديد من الأغراض التشخيصية وكذلك في حالات الأجهاض غير المكتمل.
و يوجد العديد من البدائل للكحت منها منظار الرحم الذي يستخدم في تشخيص أمراض الرحم وكذلك إزالة الأورام الليفية وبقايا الحمل. ويتميز منظار الرحم عن الكحت بأنه يتيح للطبيب رؤية الرحم ومحتوياته أثناء الجراحة.
و تعد الأدوية من أهم البدائل للكحت في العديد من الحالات مثل الإجهاض العلاجى وتتميز عن الكحت بأنها ارخص واقل خطوره، ومن الأدوية التي تستخدم الميزوبرستول والميفبرييستون.

## المضاعفات
قد تنشأ مضاعفات مثل انتشار العدوى، رد فعل سلبي على التخدير العام المطلوب خلال العملية الجراحية أو من الأجهزة نفسها، حيث يتم تنفيذ هذا الإجراء على نحو أعمى (دون استخدام أي تقنية للتصوير بالموجات فوق الصوتية أو للرؤية داخل الرحم مثل منظار الرحم).
و أحد المخاطر هي الألة الحادة (المكحت) التي تستخدم في الكحت التي قد تتسبب في ثقب الرحم. وعلى الرغم من أن ثقب الرحم عادة لا يحتاج لعلاج الا انه قد يتطلب إجراء منظار رحمى للـتأكد من توقف النزيف الناتج عن الثقب بشكل تلقائى. وأحد المخاطر هي انتشار العدوى للرحم وقناة فالوب (القناة التي تربط الرحم بالمبيض) خاصة في النساء اللاتى يعانين من الأمراض المنقولة جنسيا.
وهناك خطر آخر هو الألتصاقات داخل الرحم. وقد اكدت الدراسات ان النساء اللاتى خضعن لعملة كحت مره أو مرتيت يعانين من التصاقات الرحم بنسبة 14-16%. اما في النساء اللاتى اجرين العملية ثلاث مرات زادت النسبة إلى 32 %. ووجد أن التصاقات الرحم تصيب السيدات اللاتى اجرين الكحت لعلاج حالات الأجهاض بنسبة 30 % وتصيب اللاتى اجرين الكحت في فترة تتراوح بين 1-4 أسابيع بعد الولادة بنسبة 25 %. وتشكل التصاقات الرحم خاصة الشديدة منها خطرا على السيدات اللاتى يعانين منها حيث يتسبب في الإجهاض والحمل خارج الرحم. واكدت بعض الدراسات ان استخدام الشفط بدلا من الكحت قد ينتج عنه التصاقات.

## روابط خارجية
- توسيع وكحت فديو (جزء 1)
- توسيع وكحت فديو (جزء 2)
- ما يجب أن تعرفه عن التوسع والكحت.